# Stanislas Ferrand
Pour les articles homonymes, voir Ferrand.
Stanislas Marie Charles Ferrand est un architecte et homme politique français né le 10 mai 1844 à Jussey (Haute-Saône) et décédé le 29 décembre 1913 à Bois-Colombes (Seine).

## Biographie

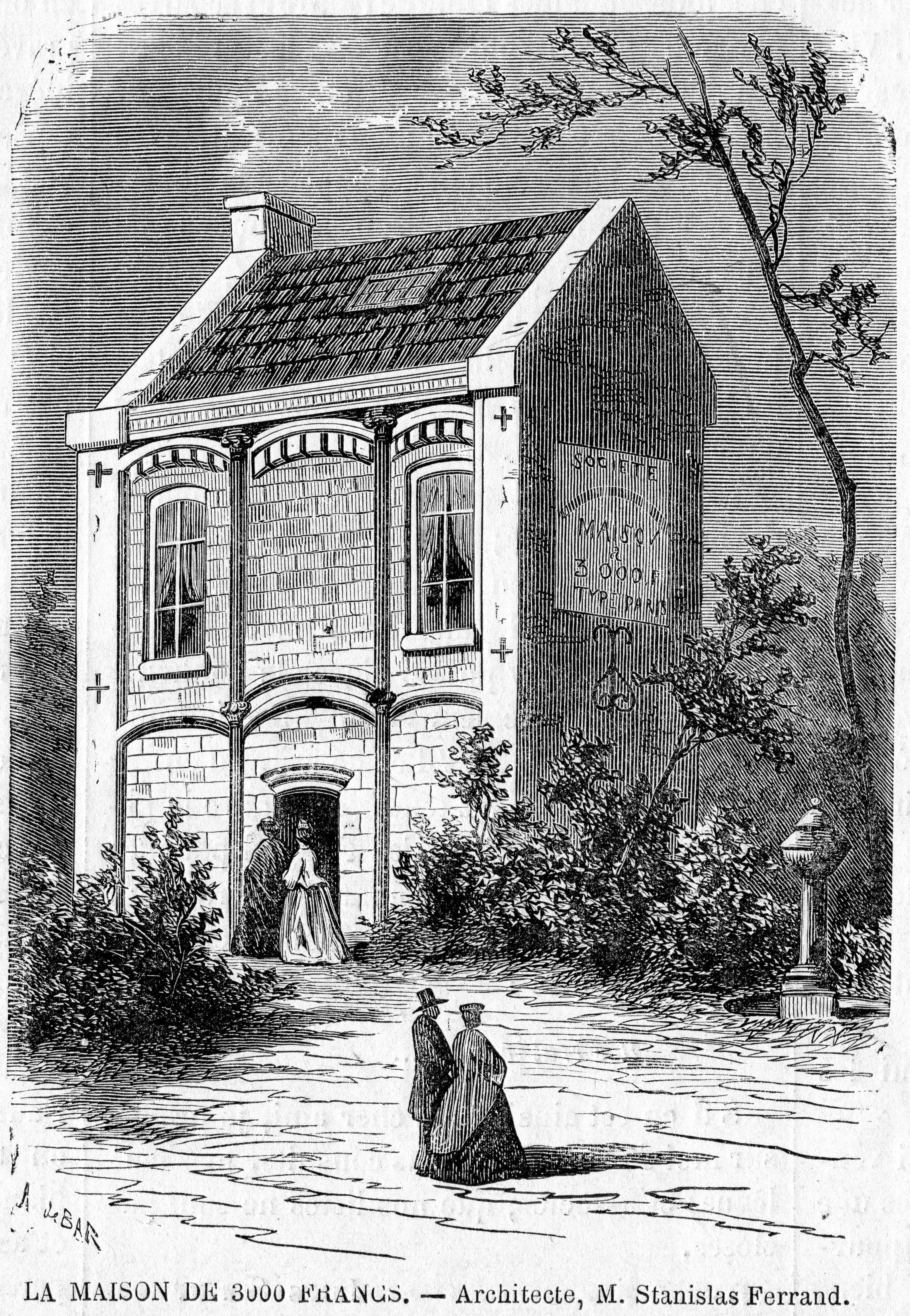
La maison de 3000 francs, sur l'Exposition universelle de 1867, dessin d'A. de Bar

Jeune architecte, il gagne une médaille d'argent de 1e classe à l'Exposition universelle de 1867 pour sa Maison de 3000 francs, construite par la Société coopérative immobilière présidée par Jules Simon. Il publie quelques textes sur des systèmes de constructions économiques, notamment en 1871 Les maisons de grand rapport et les loyers à bon marché.. 
Il fonde en 1872 la Société nationale des architectes et il en est le premier secrétaire général.  

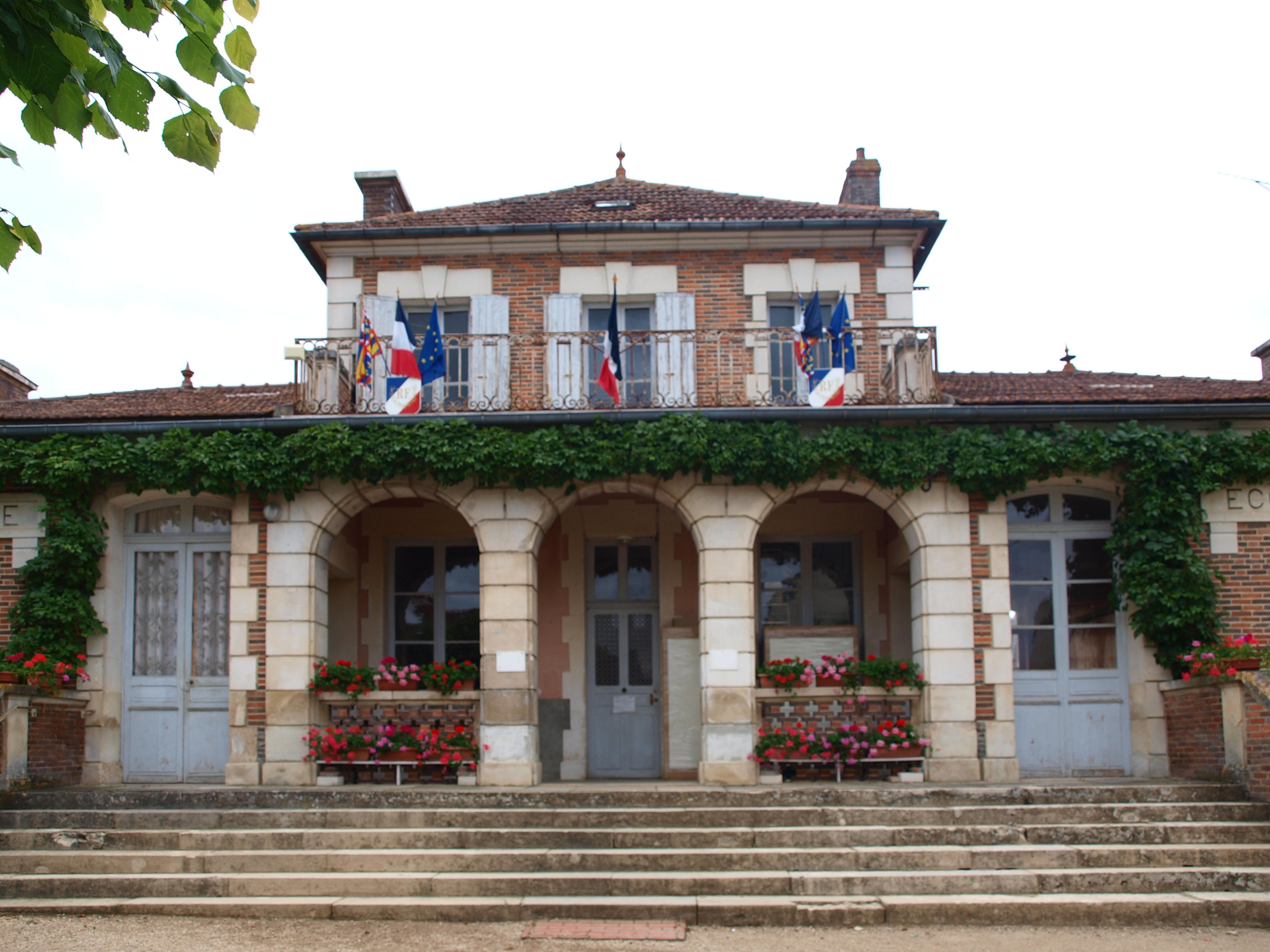
Mairie-école de Neuilly (Yonne), architecte Stanislas Ferrand

Il développe vers 1872 un système économique de construction pour maisons d'écoles avec mairie qui est présenté lors de l'Exposition universelle de 1878.
Architecte, directeur du journal « Le Bâtiment », il conçoit la synagogue 28, rue Buffault 75009 Paris.
Il est à la base de l'institution d'Écoles régionales d'Architecture (les précurseurs des Écoles nationales supérieures d'architecture).
Conseiller général du canton de Courbevoie de 1896 à 1898, et député de la Seine de 1898 à 1902, il s'inscrit au groupe de Défense nationale.
Il fait en 1900 une Proposition de loi ayant pour objet d'imposer l'isolement complet des musées, théâtres et salles de réunion de toutes autres constructions voisines, et l'installation des services de chauffage en dehors des édifices. 